# Кућа Ритвелд Шредер
Кућа Ритвелд Шредер (хол. Rietveld Schröderhuis), позната и као Шредер кућа у Утрехту је кућа коју је 1924. године изградио холандски архитекта Герит Ритвелд за своју супругу Трус Шредер, мајку троје деце, која је тражила да кућа буде са што мање зидова. Налази се између обичних терасастих кућа поред пута. Кућа је, по многима, најбољи пример културе Де Стијла. Госпођа Шредер је у кући живела све до своје смрти 1985. године када ју је рестаурирао Бертус Мулдер у музеј отворен за посетиоце. Због тога што представља незаобилазан пример напретка модерне архитектуре 20. века, 2000. године је доспела на УНЕСКО-в списак Светске баштине у Европи.

## Архитектура
Кућа Ритвелд Шредер је споља и изнутра радикално прекинула са традиционалном архитектуром. Ова кућа са два спрата је изграђена на крају терасе других кућа у низу, али је потпуно другачија од њих.
Унутра недостаје статична акумулација соба, већ су простори динамични, отворени и повезани. Приземље је задржало мало традиције у организацији кухиње и три спаваће собе око средишта степеништа. Дневни боравак на спрату је заправо велики отворени простор у којем се налази само, одвојено, тоалет и купатило. Ритвелд је намеравао да остави овај простор такав какав је. Али госпођа Шредер је желела да он буде више функционалан, што је добивено низом клизећих и преклопних панела. Када је потпуно отвореног простора постоје бројне комбинације различитих облика и намена просторија.
Фасада је велики колаж плоча и линија чији су делови намерно одвојених облика и чине нам се како клизе један поред другог. На овај начин је омогућено да се направи неколико балкона. Попут Ритвелдове столице, сваки део има свој засебан облик, место и боју. Примарне боје фасаде, поред беле и сиве позадине, те црних прозора и њихових оквира, су одабране да ојачају пластичност и чврстоћу куће.